# Röjtjärnen (Trehörningsjö socken, Ångermanland)
Röjtjärnen är en sjö i Örnsköldsviks kommun i Ångermanland och ingår i Husåns huvudavrinningsområde.